# Ichthuskerk (Tholen)
De Ichthuskerk is een kerkgebouw in de Zeeuwse stad Tholen, gelegen aan de Doelweg 7. De kerk is in gebruik bij de plaatselijke Gereformeerde kerk binnen de PKN.

## Geschiedenis
In 1851 werd te Tholen de Christelijke afgescheiden Gemeente opgericht, welke ging kerken in een voormalige timmerwerkplaats, gelegen aan Hoogstraat 36. In 1869 kreeg deze gemeente de naam: Christelijke Gereformeerde Gemeente.
In 1888 werd, eveneens in Tholen, de Nederduits Gereformeerde Kerk opgericht. Deze kreeg in 1889 de beschikking over een eigen kerkgebouw aan de Doelweg.
In 1892 werden beide kerkgenootschappen samengevoegd tot de Gereformeerde Kerken in Nederland. Deze beschikte toen in Tholen over twee kerkgebouwen: Kerk A aan de Hoogstraat, en Kerk B aan de Doelweg. In 1908 werd Kerk A buiten gebruik gesteld, maar het gebouwtje bestaat nog steeds.
De kerk aan de Doelweg werd in 1964 geheel vernieuwd in modernistische trant, naar ontwerp van G. Steen en G. Tuinhof. Het gebouw, onder zadeldak, heeft nu een open toren, uitgevoerd in baksteen, bekroond door een vis. Er werd een glaswand in de voorgevel aangebracht en ook de kerkzaal werd vernieuwd.
De kerk bevat een glaskunstwerk, voorstellende Het brandende braambos.
Het orgel werd gebouwd door de firma Van Vulpen voor de Remonstrantse kerk aan de Postjesstraat te Amsterdam. Deze kerk sloot in 1982 waarna het orgel door de gereformeerde kerk van Tholen werd aangekocht.